# Kalanchoe crundallii
Kalanchoe crundallii är en fetbladsväxtart som beskrevs av Verdoorn. Kalanchoe crundallii ingår i släktet Kalanchoe och familjen fetbladsväxter. Inga underarter finns listade i Catalogue of Life.